# Heliconia albicosta
Heliconia albicosta là một loài thực vật có hoa trong họ Heliconiaceae. Loài này được (G.S.Daniels & F.G.Stiles) L.Andersson mô tả khoa học đầu tiên năm 1992.